# 悪魔な恋/NYC
「悪魔な恋/NYC」（あくまなこい/エヌ・ワイ・シー）は、2009年7月15日に発売された日本の男性アイドルグループ、中山優馬 w/B.I.Shadowのデビューシングルと同時にNYC boysのシングルである。発売元はジャニーズ・エンタテイメント。

## 解説
- 元々のタイトルは「裸の誓い」であった。（2009年5月30日（首都圏）放送Hi!Hey!Say!の予告より）
- 両A面シングルで、ジャケットの異なる初回限定生産盤A・初回限定生産盤B・通常盤の3タイプで発売される。なお、特典として初回限定生産盤Aには「悪魔な恋」のミュージッククリップと2009年6月7日に東京国際フォーラムで行われたジャニーズJr.コンサート（フォーラム新記録!!ジャニーズJr.1日4公演やるぞ!コンサート）の映像の「NYC」、初回限定生産盤Bには「NYC」のミュージッククリップと前述のコンサート映像の「悪魔な恋」を収録したDVDが同梱される（なお初回限定生産盤AとBは曲順が逆になる）。また通常盤にはそれぞれのオリジナル・カラオケと初回限定生産盤とは異なるカップリング曲「蒼い季節」を加えた計5曲が収録されている。
- 「悪魔な恋」は、中山優馬が民放ドラマ初主演を務めるフジテレビ・関西テレビ系列ドラマ『恋して悪魔〜ヴァンパイア☆ボーイ〜』主題歌であり、サビの部分がKinKi Kidsの薄荷キャンディーと酷似していること指摘が一部から出たことから、パクリ疑惑にまで発展した。
- 「NYC」は、中山優馬 w/B.I.ShadowのメンバーにHey! Say! JUMPの山田涼介と知念侑李が加わった期間限定のユニット・NYC boysがスペシャルサポーターを務める、フジテレビ系列『女子バレーボールワールドグランプリ2009』（2009年7月31日 - 8月23日開催）イメージソング。
- 2009年7月27日付オリコン週間シングルランキングで初登場1位を獲得。1位獲得時の中山優馬 w/B.I.Shadowの平均年齢は14.6歳であり、ミニモニ。の平均年齢14.8歳での初登場1位（「ミニモニ。ジャンケンぴょん!/春夏秋冬だいすっき!」で記録）を抜き、デビューシングル初登場首位の最年少記録を更新した（現在はSexy Zoneの『Sexy Zone』が所持）。

また、デビューシングルでの初登場首位はHey! Say! JUMP「Ultra Music Power」に続く史上14組目であり、ジャニーズ事務所のアーティストとしては史上10組目となった。

## 収録曲

### CD

#### 通常盤
1. 悪魔な恋 - 中山優馬 w/B.I.Shadow
作詞：ma-saya、作曲：Magnus Funemyr / Emil Gotthard / SHIROSE / GASHIMA、編曲：白井良明
  - 中山優馬主演 フジテレビ・関西テレビ系列ドラマ『恋して悪魔〜ヴァンパイア☆ボーイ〜』主題歌
2. NYC - NYC boys
作詞：ma-saya、作曲：馬飼野康二、編曲：石塚知生
  - フジテレビ系『女子バレーボールワールドグランプリ2009』イメージソング
3. 蒼い季節 - NYC boys
作詞：MASA、作曲：馬飼野康二、編曲：船山基紀
4. 悪魔な恋（オリジナル・カラオケ）
5. NYC（オリジナル・カラオケ）

#### 初回限定生産盤A/B
1. 悪魔な恋
2. NYC
3. Dial Up - NYC boys
作詞：亜美、作曲：宮崎歩 / 亜美 / Dele Ladimeji / Paul Boddy、編曲：宮崎歩 /クレオパトラ

### DVD

#### 初回生産限定盤A
1. 「悪魔な恋」 Music Clip
2. Making
3. Jacket Shooting
4. 「NYC」@国際フォーラム 2009.6.7

#### 初回限定生産盤B
1. 「NYC」 Music Clip
2. Making
3. Jacket Shooting
4. 「悪魔な恋」@国際フォーラム 2009.6.7